# نظریه گزینش آر/کی

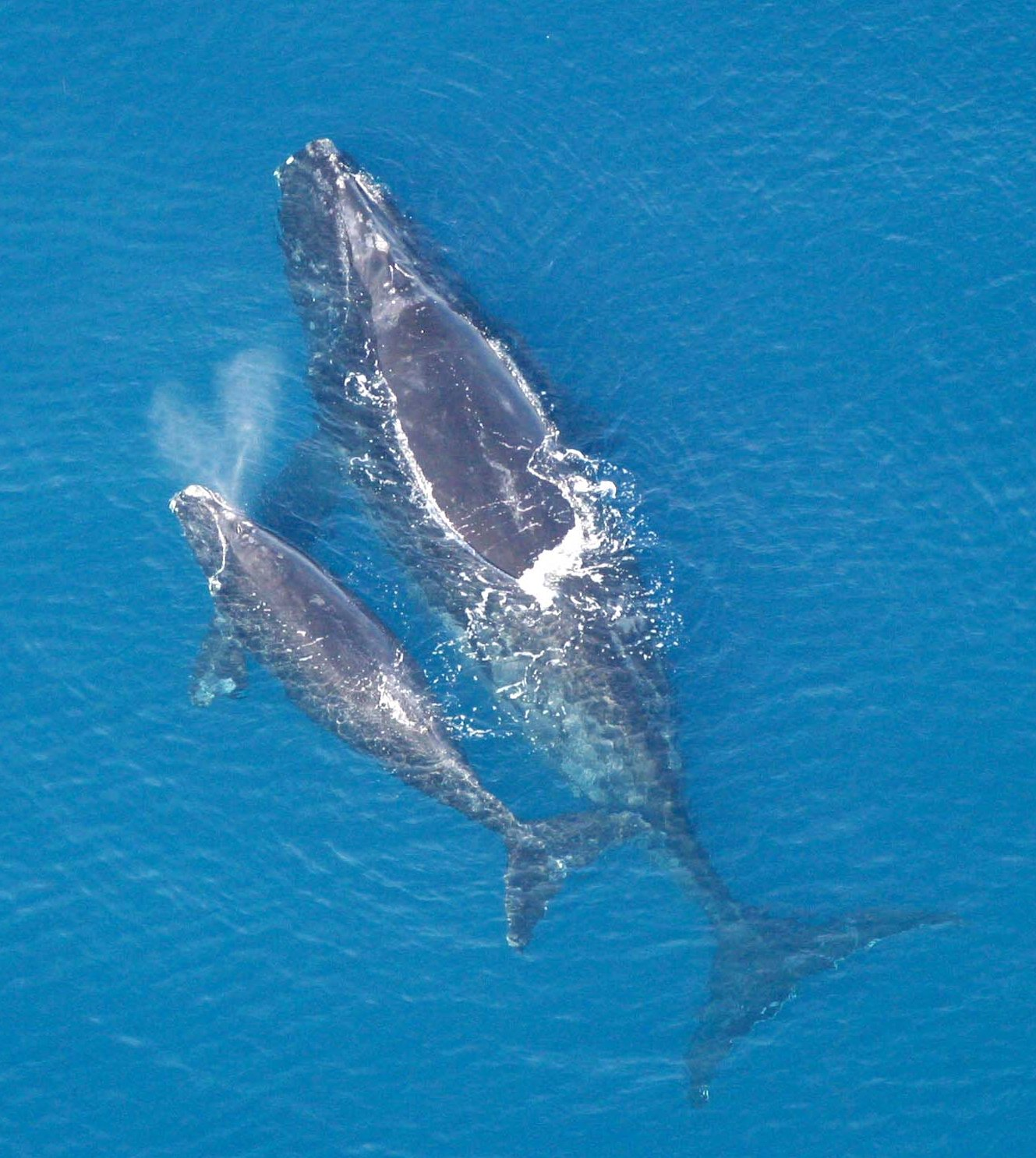
نهنگ راست اقیانوس اطلس شمالی با گوساله منفرد. تولیدمثل نهنگ از یک راهبرد انتخاب K پیروی می‌کند، با فرزندان کم، بارداری طولانی، مراقبت طولانی والدین و یک دوره طولانی تا بلوغ جنسی.

در بوم‌شناسی، نظریه گزینش آر/کی (به انگلیسی: R/K selection theory)، به انتخاب ترکیبی از صفات در یک جاندار زنده که بین کمیت و کیفیت فرزندان مبادله می‌کند، مربوط می‌شود. تمرکز بر افزایش تعداد فرزندان به بهای سرمایه‌گذاری فردی والدین راهبردگرا (استراتژیست)، یا بر کاهش تعداد فرزندان با افزایش سرمایه‌گذاری والدین راهبردگرای کی (استراتژیست‌های K)، بسیار متفاوت است، که گویا برای ارتقای موفقیت در محیط‌های مختلف است. گاهی از مفاهیم کمیت یا کیفیت فرزندان به عنوان «ارزان» یا «گران» یاد می‌شود، که بیانگر ماهیت مصرف‌پذیر بودن فرزندان و تعهد والدین است. پایداری محیط می‌تواند پیش‌بینی کند که آیا فرزندان قابل مصرف زیادی تولید می‌شوند یا اینکه فرزندان کمتر دارای کیفیت بالاتر سبب موفقیت باروری بالاتر می‌شود. یک محیط ناپایدار والدین را تشویق می‌کند تا فرزندان بیشتری به دنیا بیاورند، زیرا احتمال زنده ماندن همه (یا بیشتر) آنها تا بزرگسالی بسیار اندک است. در مقابل، محیط‌های پایدارتر به والدین اجازه می‌دهد تا با اطمینان روی یک فرزند سرمایه‌گذاری کنند، زیرا احتمال زنده ماندن آنها تا بزرگسالی بیشتر است.

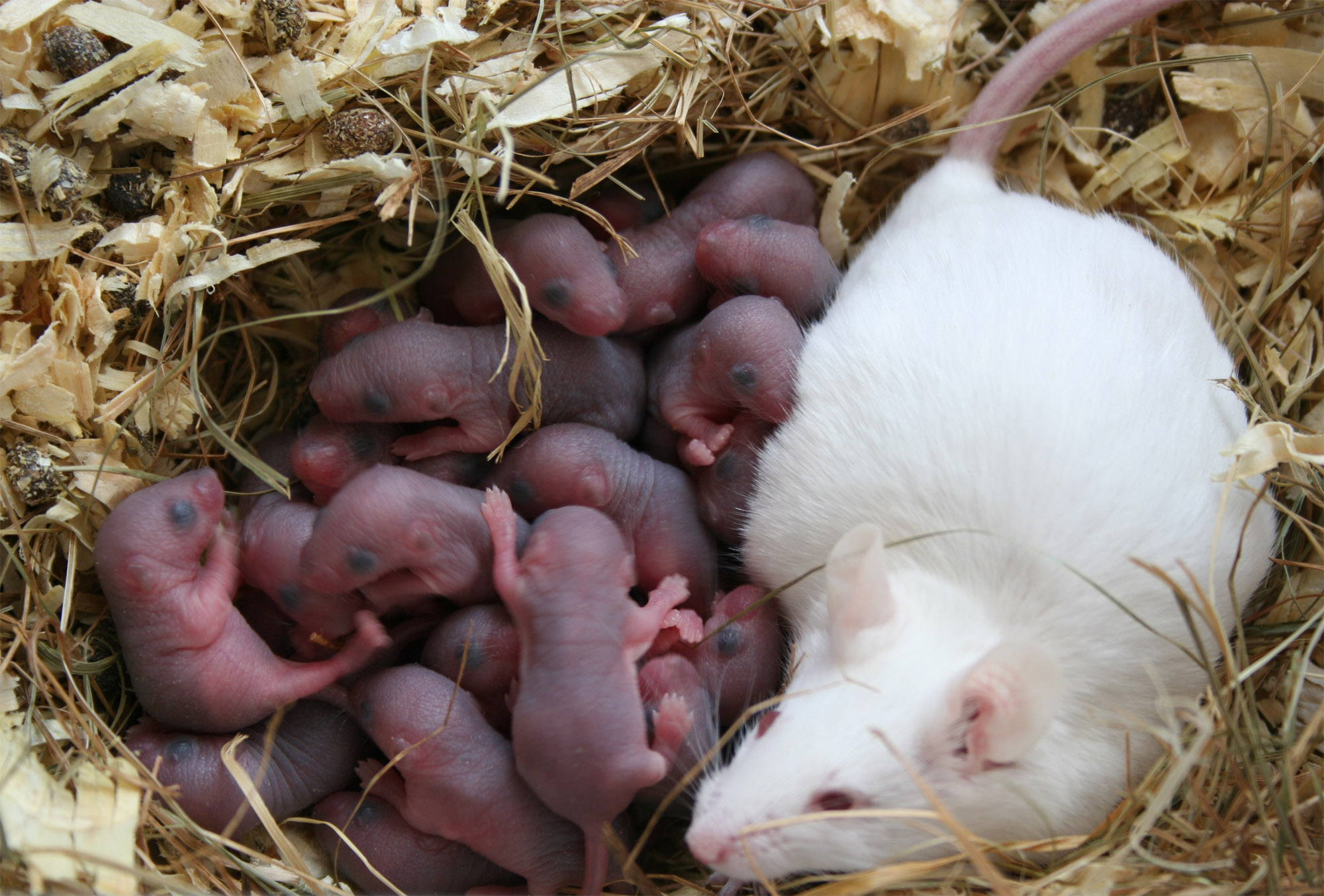
یک بستر موش با مادرشان. تولیدمثل موش‌ها از راهبرد انتخاب آر پیروی می‌کند، با تعداد زیادی فرزندان، بارداری کوتاه‌مدت، مراقبت کمتر والدین و زمان کوتاه تا بلوغ جنسی.